# Stimmkreis München-Pasing

Stimmkreise in München (seit 2018)

Der Stimmkreis München-Pasing (Stimmkreis 106) ist ein bayerischer Stimmkreis.
Er besteht aus dem Münchener Stadtbezirken Pasing-Obermenzing, Aubing-Lochhausen-Langwied und Allach-Untermenzing sowie aus Teilen des Stadtbezirkes Laim.  Seit 2011 besteht er aus den Stadtbezirken 21, 22 und 23, aus dem Stadtbezirk 25 die Stadtbezirksviertel 25.22, 25.25 bis 25.27 und 25.29 sowie die westlich der Fürstenrieder Straße liegenden Teile der Stadtbezirksviertel 25.21, 25.23 und 25.28.

## Landtagswahl 2023
Zur Landtagswahl 2023 traten folgende Parteien und Direktkandidaten im Stimmkreis München-Pasing an und erzielten folgende Ergebnisse:
| Nr. | Direktkandidat     | Partei           | Erststimmen in % | Gesamtstimmen in % |
| --- | ------------------ | ---------------- | ---------------- | ------------------ |
| 1   | Josef Schmid       | CSU              | 33,9             | 33,3               |
| 2   | Julia Post         | GRÜNE            | 25,8             | 26,1               |
| 3   | Werner Weigand     | Freie Wähler     | 7,4              | 7,9                |
| 4   | Markus Walbrunn    | AfD              | 8,0              | 7,9                |
| 5   | Katja Weitzel      | SPD              | 12,0             | 11,6               |
| 6   | Albert Duin        | FDP              | 4,9              | 5,1                |
| 7   | Michael Nitschmann | LINKE            | 1,3              | 1,4                |
| 8   | Michael Siegle     | BP               | 0,4              | 0,4                |
| 9   | Johann Sauerer     | ÖDP              | 2,0              | 1,9                |
| 10  | Regina Koller      | Die PARTEI       | 1,0              | 1,0                |
| 11  | Susanne Wittmann   | Tierschutzpartei | 1,2              | 1,1                |
| 12  | Tobias Wiedorn     | V-Partei³        | 0,2              | 0,2                |
| 13  | -                  | PdH              | -                | 0,2                |
| 14  | Ulrich Reimer      | dieBasis         | 0,6              | 0,6                |
| 15  | Tim Scharf         | Volt             | 1,2              | 1,2                |

## Landtagswahl 2018
Bei der Landtagswahl am 14. Oktober 2018 waren im Stimmkreis München-Pasing 109.149 Einwohner wahlberechtigt. Die Wahl hatte folgendes Ergebnis:
| Direktkandidat        | Partei               | Erststimmen in % | Gesamtstimmen in % | Diff. zu 2013 |
| --------------------- | -------------------- | ---------------- | ------------------ | ------------- |
| Josef Schmid          | CSU                  | 30,8             | 30,0               | − 12,1        |
| Florian Ritter        | SPD                  | 12,5             | 12,4               | − 16,8        |
| Karl-Heinz Wittmann   | Freie Wähler         | 5,9              | 5,4                | + 1,5         |
| Josef Monatzeder      | GRÜNE                | 28,0             | 27,9               | + 17,2        |
| Klement Bezdeka       | FDP                  | 7,5              | 7,6                | + 2,9         |
| Julia Killet          | LINKE                | 3,9              | 3,8                | + 1,8         |
| Norbert Seidl         | BP                   | 1,3              | 1,2                | − 0,7         |
| Sonja Haider          | ÖDP                  | 2,1              | 1,9                | +/− 0,0       |
| Nils Puskeppelies     | Piratenpartei        | 0,7              | 0,6                | − 1,4         |
| Markus Walbrunn       | AfD                  | 7,2              | 7,2                | + 7,2         |
| –                     | LKR                  | –                | 0,0                | + 0,0         |
| –                     | mut                  | –                | 0,2                | + 0,2         |
| –                     | Die Humanisten       | –                | 0,1                | + 0,1         |
| –                     | Die Partei           | –                | 0,2                | + 0,2         |
| –                     | Gesundheitsforschung | –                | 0,1                | + 0,1         |
| –                     | Tierschutzpartei     | –                | 0,3                | + 0,3         |
| Maximilian Preisinger | V-Partei³            | 0,3              | 0,2                | + 0,2         |

Neben dem erstmals gewählten Wahlkreisabgeordneten Josef Schmid (CSU) wurden die Direktkandidaten der SPD, Florian Ritter, und der Grünen, Josef Monatzeder, über die Bezirkslisten ihrer Parteien in den Landtag gewählt.

## Landtagswahl 2013
Bei der Landtagswahl vom 15. September 2013 umfasste der Stimmkreis insgesamt 108.620 Wahlberechtigte. Die Wahlbeteiligung lag bei 66,1 %. Die Wahl hatte im Stimmkreis München-Pasing folgendes Ergebnis:
| Direktkandidat     | Partei        | Erststimmen in % | Gesamtstimmen in % | +/- Gesamtstimmen ggü. Landtagswahl 2008 in %-P. |
| ------------------ | ------------- | ---------------- | ------------------ | ------------------------------------------------ |
| Otmar Bernhard     | CSU           | 42,0             | 42,0               | + 5,6                                            |
| Florian Ritter     | SPD           | 27,1             | 29,2               | + 2,4                                            |
| Ursula Sabathil    | Freie Wähler  | 5,5              | 4,7                | + 0,5                                            |
| Christian Hierneis | GRÜNE         | 11,3             | 10,7               | - 1,5                                            |
| Eva Hübener        | FDP           | 4,5              | 4,7                | - 7,3                                            |
| Julia Killet       | LINKE         | 2,2              | 2,0                | - 2,3                                            |
| Franziska Spannagl | ÖDP           | 2,2              | 2,0                | + 0,6                                            |
| Angelika Haas      | REP           | 0,7              | 0,6                | + 0,1                                            |
| Richard Schöps     | BP            | 2,3              | 1,9                | + 0,5                                            |
| -                  | BüSo          | -                | 0,0                | 0,0                                              |
| -                  | Die Freiheit  | -                | 0,2                | n.k.                                             |
| Alexander Kohler   | Piratenpartei | 2,2              | 2,0                | n.k.                                             |

## Landtagswahl 2008
Bei der Landtagswahl 2008 waren im Stimmkreis 105.238 Einwohner wahlberechtigt. Die Wahlbeteiligung lag bei 60,6 %. Die Wahl hatte folgendes Ergebnis:
| Direktkandidat                           | Partei       | Erststimmen in % | Gesamtstimmen in % | Veränderung der Gesamtstimmen im Vergleich zur Landtagswahl 2003 in % |
| ---------------------------------------- | ------------ | ---------------- | ------------------ | --------------------------------------------------------------------- |
| Otmar Bernhard                           | CSU          | 37,0             | 36,4               | - 17,7                                                                |
| Florian Ritter                           | SPD          | 27,2             | 26,8               | - 0,4                                                                 |
| Nikolaus Freiherr von Hoenning O’Carroll | GRÜNE        | 10,9             | 12,2               | + 2,1                                                                 |
| Michael Knoblach                         | Freie Wähler | 4,3              | 4,2                | + 3,1                                                                 |
| Reinhold Berger                          | FDP          | 12,0             | 12,0               | + 8,3                                                                 |
| Angelika Haas                            | REP          | 0,6              | 0,5                | - 0,4                                                                 |
| Franziska Spannagl                       | ödp          | 1,6              | 1,3                | - 0,1                                                                 |
| Thomas Hummel                            | BP           | 1,6              | 1,5                | + 0,8                                                                 |
| -                                        | BüSo         | -                | 0,0                | - 0,1                                                                 |
| Margrit Graf-Linseis                     | LINKE        | 4,3              | 4,2                | + 4,2                                                                 |
| -                                        | VIOLETTE     | -                | 0,1                | + 0,1                                                                 |
| Toni Kuster                              | NPD          | 0,6              | 0,6                | + 0,6                                                                 |

## Landtagswahl 2003
Bei der Wahl am 21. September 2003 errang Otmar Bernhard (CSU) das Direktmandat im Stimmkreis 106 mit 53,3 Prozent der Erststimmen. Nächstplatzierter war der SPD-Direktkandidat Florian Ritter mit 28,2 Prozent der Erststimmen. Bei den Gesamtstimmen des Stimmkreises (Erst- und Zweitstimmen zusammen) erreichte die CSU 54,1 Prozent, die SPD 27,2 Prozent, Grüne 10,1 Prozent und die FDP 3,6 Prozent.

## Landtagswahl 1998
Bei der Landtagswahl 1998 erzielte die CSU im Stimmkreis 52,2 Prozent der Gesamtstimmen (Erst- und Zweitstimmen zusammen), die SPD 29,3 Prozent, Grüne 8,2 Prozent und die FDP 2,2 Prozent.